# أمين مسعود أبو بكر
أمين مسعود محمود أبو بكر (1963-) هو مؤرخ وباحث فلسطيني، ولد في بلدة يعبد ودرس الإبتدائية والثانوية في مدارسها، وحصل على الشهادة الثانوية عام 1981، حاصل على بكالوريس التاريخ من جامعة اليرموك عام 1987، ودرجة الماجستير عام 1990وكانت اطروحته بعنوان " قضاء الخليل 1864-1918" والدكتوراة من الجامعة الأردنية عام 1996 ورسالته كانت بعنوان "ملكية الأراضي في متصرفية القدس 1858-1918". وحصل على عدة جوائر منها بالتفوق العلمي من الجامعات الأردنية خلال الدراسة وعدد من الجوائز التقديرية على المشاركات العلمية في فلسطين والخارج وجائزة الدكتور كامل العسلي لأبحاث القدس "يوم القدس عمان" في العاصمة الأردنية عام 1996". عمل أستاذاً مساعداّ في الجامعة الأردنية، وجامعة القدس المفتوحة وجامعة النجاح الوطنية في نابلس.

## أبحاثه
كتب العديد من المقالات والأبحاث أهمها:
1. قضاء الخليل 1864-1918، الجامعة الأردنية / عمادة البحث العلمي عام 1995.[4]
2. ملكية الأراضي في متصرفية القدس 1858-1918، مؤسسة عبد الحميد شومان، عمان عام 1996.[5]
3. أوقاف الحرم الإبراهيمي 1862-1918، مؤسسة إعمار مدينة الخليل، الخليل 2000.[6]
4. ملكية آل الحسيني العقارية في فلسطين 1798-1948. الصادر عام 2014 عن جامعة آل البيت.[7][8]
5. الحملة المصرية على مدينة عكا عام 1831-1832.[9]
6. تطور ملكية الأراضي في ساحل عكا 1869-1948.[10]